# 10 Batalion Straży Granicznej
10 Batalion Straży Granicznej – jednostka organizacyjna Straży Granicznej w II Rzeczypospolitej.

## Formowanie i zmiany organizacyjne
Wykonując postanowienia uchwały Rady Ministrów z 23 maja 1922 roku, Minister Spraw Wewnętrznych rozkazem z 9 listopada 1922 roku zmienił nazwę „Bataliony Celne” na „Straż Graniczną”. Wprowadził jednocześnie w formacji nową organizację wewnętrzną. 10 batalion celny przemianowany został na 10 batalion Straży Granicznej.
10 batalion Straży Granicznej funkcjonował  w strukturze Komendy Powiatowej Straży Granicznej w Sopoćkiniach, a jego dowództwo stacjonowało w Suwałkach. W skład batalionu wchodziły cztery kompanie strzeleckie oraz jedna kompania karabinów maszynowych w liczbie 3 plutonów po 2 karabiny maszynowe na pluton. Dowódca batalionu posiadał uprawnienia dyscyplinarne dowódcy pułku. Cały skład osobowy batalionu obejmował etatowo 614 żołnierzy, w tym 14 oficerów. Z uwagi na eksterytorialne stacjonowanie, batalion odkomenderował oficera łącznikowego do starosty suwalskiego.
W 1923 roku batalion przekazał swój odcinek oddziałom Policji Państwowej i został rozwiązany.

## Służba graniczna
W grudniu 1922 batalion ochraniał odcinek granicy państwowej długości 79 km od Rogożajn do Rygola /wył./.
Z dniem 30 kwietnia 1923 dokonano korekty obsadzenia granic. 10 batalion zajmował odcinek około 60 km od wsi Rachelany do wsi Leszkiemie przy granicy Prus Wschodnich  i wystawiał 22 placówki.
W dniach 25-30 czerwca 1923 pododcinek ochraniany przez batalion, wraz z wyposażeniem granicznym oraz większością sprzętu,  został przekazany Policji Państwowej. Większość oficerów zdecydowała się na służbę w oddziałach granicznych policji.
Wydarzenia
- Komendant pododcinka granicznego Burbiszki–jezioro Gaładuś–Kalety zajął część ziem folwarku Adelin leżących poza linią demarkacyjną uznając, że prawo własności jest ważniejsze niż ustalenia komisji granicznej[11]
- 11 marca 1923 partyzanci litewscy, wsparci żołnierzami regularnej armii, napadli na placówkę 10 batalionu SG w Rachelanach, zabijając jednego żołnierza i raniąc innego[10].
- W nocy z 19 na 20 maja 1923 żołnierze dowodzeni przez kpt. Mariana Podolskiego, stoczyli zaciętą walkę o wieś Jedliszki, która nocą została zajęta przez Litwinów. W walkach zginęło 3 polskich żołnierzy, a 17 zostało rannych[10].

Sąsiednie bataliony
- ⇔ 42 batalion Straży Granicznej – XII 1922

## Kadra batalionu
Komendanci batalionu
| stopień | imię i nazwisko | okres pełnienia służby | kolejne stanowisko |
| ------- | --------------- | ---------------------- | ------------------ |
| kpt.    | Marian Podolski | IX 1922 – był XII 1922 |                    |

## Struktura organizacyjna
| Ordre de Bataille 10 batalionu Straży Granicznej w Suwałkach na dzień 1 grudnia 1922 | Ordre de Bataille 10 batalionu Straży Granicznej w Suwałkach na dzień 1 grudnia 1922 | Ordre de Bataille 10 batalionu Straży Granicznej w Suwałkach na dzień 1 grudnia 1922 | Ordre de Bataille 10 batalionu Straży Granicznej w Suwałkach na dzień 1 grudnia 1922 | Ordre de Bataille 10 batalionu Straży Granicznej w Suwałkach na dzień 1 grudnia 1922 |
| ------------------------------------------------------------------------------------ | ------------------------------------------------------------------------------------ | ------------------------------------------------------------------------------------ | ------------------------------------------------------------------------------------ | ------------------------------------------------------------------------------------ |
| kompanie                                                                             | 2. Rutka-Tartak                                                                      | 4. Wojtokiemie                                                                       | 3. Sejny                                                                             | 1. Suwałki                                                                           |
| placówki                                                                             | Rogożajny                                                                            | Szypliszki                                                                           | Olszanka                                                                             | na                                                                                   |
| placówki                                                                             | Wiżgóry                                                                              | Szołtany                                                                             | Bosse                                                                                | przeszkoleniu                                                                        |
| placówki                                                                             | Marianka                                                                             | Dziedziule                                                                           | Bierżałowce                                                                          |                                                                                      |
| placówki                                                                             | Rowele                                                                               | Wojtokiemie                                                                          | Maciejowizna                                                                         | w                                                                                    |
| placówki                                                                             | Rutka-Tartak                                                                         | Janiszki                                                                             | Giby                                                                                 | "rezerwie"                                                                           |
| placówki                                                                             | Wierzbiszki                                                                          | Dowiaciszki                                                                          | Berżniki                                                                             |                                                                                      |
| placówki                                                                             | Krzywólka                                                                            | Kurakienie                                                                           |                                                                                      |                                                                                      |
| placówki                                                                             | Becejły                                                                              |                                                                                      |                                                                                      |                                                                                      |
| Ordre de Bataille 10 batalionu Straży Granicznej w Suwałkach w maju 1923             |                                                                                      |                                                                                      |                                                                                      |                                                                                      |
| kompanie                                                                             | 1. Żegary                                                                            | 2. Andrzejewo                                                                        | 3. Wiżajny                                                                           | 4. odwód                                                                             |